# Peggy Parish
Peggy Parish (Manning, Carolina do Sul - 14 de julho de 1927 - Carolina do Sul, 19 de novembro de 1988) foi uma professora e escritora de livros infantis estado-unidense.

## Biografia
Margaret Cecile Parish, também conhecida como Peggy, nasceu em Manning, na Carolina do Sul, EUA, filha de Herman e Cecil (Rogers) Parish. Peggy tinha um irmão, Stanley Parish .
Bacharelou-se em inglês em 1948 pela South Carolina University e, a seguir, mudou-se para Texhoma (Texas), na fronteira com Oklahoma. Ali permaneceu  até 1952, quando mudou-se para Kentucky, a fim de lecionar para alunos da terceira série, cujos pais trabalhavam em minas de carvão local. Pouco depois, mudou-se para Nova York onde continuou ensinando em escola de Manhattan, até 1967.
Começou a escrever suas primeiras histórias infantis por essa época e, em 1962 publicou o Livro de Ouro de Boas Maneiras, ilustrado por Richard Scarry.
Em 1963, criou seu personagem mais famoso: Amelia Bedelia., uma empregada doméstica que trabalha para o casal Rogers. O grande problema é que ela leva tudo ao pé da letra e faz o que lhe mandam literalmente. Como se pode imaginar, isso leva a alguns resultados insólitos e hilariantes.
Parish escreveu doze livros tendo Amelia Bedelia como protagonista e mais outros trinta sobre diversos assuntos no total.
Em 1988, logo após uma festa de aniversário do vigésimo quinto ano da criação de Amelia Bedelia, Parish sofreu um aneurisma abdominal e foi levada às pressas para um hospital em sua cidade natal de Manning, onde veio a falecer em 19 de novembro.
Em 1997, seu sobrinho Herman Parish assumiu a continuação da história de Amelia Bedelia, em um livro intitulado Good Driving, Amelia Bedelia, que a autora deixara inacabado .

## Principais Obras
- O livro de Ouro de Boas Maneiras (1962)
- Amelia Bedelia (1963)
- Thank You, Amelia Bedelia (1964)
- Amelia Bedelia and the Surprise Shower (1966)
- Come Back, Amelia Bedelia (1971)
- Dinosaur Time (1974)
- Good Work, Amelia Bedelia (1976)
- Teach Us, Amelia Bedelia (1977)
- Amelia Bedelia Helps Out (1979)
- Amelia Bedelia and the Baby (1981)
- Amelia Bedelia Goes Camping (1985)
- Merry Christmas, Amelia Bedelia (1986)
- Amelia Bedelia's Family Album (1988)